# Bian Shoumin

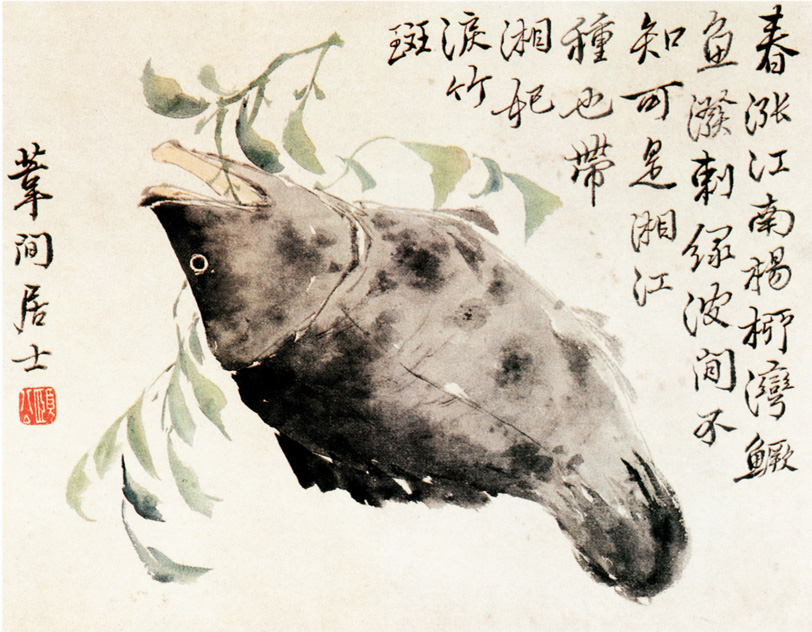
Peix mandarí (杂画图), Bian Shoumin, Botiga d'Antiguitats Wuxi

Bian Shoumin (en xinès tradicional: 邊壽民; en xinès simplificat: 边寿民; en pinyin: Biān Shòu mín1684–1752), amb el nom de cortesia Yigong o Shoumin, amb el nom artístic de Weijian Laoren, va ser un pintor xinès de renom de la dinastia Qing. Nadiu de Shanyang (en l'actualitat Huai'an), ell va ser un dels "Vuit Excèntrics de Yangzhou".